# Illumos
illumos — свободная операционная система семейства UNIX. Система является форком (или ответвлением) от OpenSolaris, которая, в свою очередь является ответвлением от SVR4 UNIX и Berkeley Software Distribution (BSD). Illumos включает в себя ядро, драйверы устройств, системные библиотеки и служебное программное обеспечение для системного администрирования. Данное ядро в настоящее время является основой для множества различных дистрибутивов OpenSolaris с открытым исходным кодом, аналогично тому как ядро Linux используется в различных дистрибутивах Linux. Разработчики пишут название illumos в нижнем регистре, так как в некоторых компьютерных шрифтах нет ясно отличимого различия английской строчной буквы «L»(в строчном виде пишется «l») от заглавной буквы «I» (см. Омоглиф). Название происходит от латинского «illuminare», что означает «Просвещение», и «OS» — от английского «Operating System» («операционная система»).

## История
3 августа 2010 года разработчиками OpenSolaris был представлен проект Illumos, являющийся форком операционной системы OpenSolaris. Причиной ответвления разработчики называют отсутствие должного внимания к проекту со стороны Oracle после того, как была приобретена Sun. В начале июля коллектив энтузиастов OpenSolaris угрожал Oracle самороспуском, по выше описанной причине, что по-видимому, не повысило внимания Oracle к развитию OpenSolaris.